# Que Pasa Contigo
Que Pasa Contigo è un singolo del produttore italiano Alex Gaudino, pubblicato il 12 luglio 2007. Il brano vede la collaborazione della cantante irlandese Sam Obernik per la componente vocale.
Il brano è stato scritto da Alex Gaudino, Jerma, Sam Obernik e Maurizio Zoffoli e prodotto da Alex Gaudino e Jerma.

## Tracce
12" Maxi
1. Que Pasa Contigo (Extended) – 8:52
2. Que Pasa Contigo (Philippe B & Romain Curtis Remix) – 6:17
3. Que Pasa Contigo (Nari & Milani Remix) – 6:03
4. Que Pasa Contigo (Naif Theme Remix) – 4:54

## Classifiche
| Classifiche (2007) | Posizione massima |
| ------------------ | ----------------- |
| Belgio (Fiandre)   | 50                |
| Belgio (Vallonia)  | 58                |
| Paesi Bassi        | 66                |